# Geršiči
Geršiči – wieś w Słowenii, w gminie Metlika. W 2018 roku liczyła 52 mieszkańców.